# Chissà se
Chissà se è un singolo del rapper italiano Emis Killa, pubblicato il 25 ottobre 2012 come primo estratto dalla riedizione del primo album in studio L'erba cattiva.

## Descrizione
Si tratta di un brano inedito composto dal rapper in occasione di una campagna promozionale lanciata con Diadora e Foot Locker per il lancio di un modello esclusivo di scarpe.

## Tracce
1. Chissà se – 3:32
2. L'erba cattiva (Stylophonic Remix) – 6:39